# Alexandre Dumas (journaliste)
Pour les articles homonymes, voir Alexandre Dumas (homonymie) et Dumas.
Alexandre Dumas était un journaliste québécois œuvrant pour la Société Radio-Canada à Montréal. Il a 57 ans en mars 2007. Il couvrait les faits divers pour les bulletins de nouvelles télévisés de la télévision de Radio-Canada et du RDI. 

## Biographie
Il devient journaliste en 1965 pour la station de radio de Longueuil CHRS Radio Soleil. Il sera successivement journaliste pour les stations de radio CHAU (Carleton), CKCV (Québec), CJMS, Télémédia et CKLM,.  C'est à partir de 1976 qu'on l'associe particulièrement au journalisme judiciaire à Radio-Canada, qu'il a joint en 1975,,. 
Il est connu comme un gentleman et pour son style vestimentaire impeccable. Selon le journaliste Steve Proulx du journal Voir, il était connu pour le style ampoulé de son langage,.
Il a pris sa retraite de la société d'état le 30 mars 2007, après près de 32 ans de services au sein de l'information judiciaire pour la Société Radio-Canada, plus de 6000 reportages et 42 ans de métier,,.  Il annonce alors qu'il désire poursuivre sa carrière dans les médias, par exemple en tant que producteur.
La journaliste Marie-Maude Denis lui succède aux affaires judiciaires à Radio-Canada.
Il devient en 2008 animateur de l'émission Pouvoir caché sur les ondes du Canal D, sur l'influence de l'ésotérisme sur les dirigeants, les groupes de pression et nos vies,,.
En 2009, il joue son propre rôle dans la série télévisée Mirador sur le monde des spécialistes en relations publiques.
Il est en 2010 consultant médiatique pour la controversée société en faillite B.C.I.A.
En 2011, il se joint au cabinet de relations publiques Cohn & Wolfe | Montréal à titre de directeur affaires publiques et corporatives. Au sein de Cohn & Wolfe, Alexandre est responsable de l'accompagnement des clients de la firme en matière d'interaction avec les corps publics et privés et les médias. Il assure aussi le perfectionnement des porte-paroles et des hauts-dirigeants à l'égard de la prise de parole en public et de l'interaction avec les médias.
À l'automne 2012, Alexandre Dumas sort de sa retraite et devient analyste pour le réseau TVA/LCN, couvrant principalement les travaux de la commission Charbonneau.